# Dansbandslåten
Dansbandslåten var en musiktävling inom dansbandsgenren, som startades år 1988 av veckotidningen "Hänt i veckan" som "Hänts meloditävling", innan den 1995 blev "Se & hörs meloditävling". Från och med 1998 kallades tävlingen Dansbandslåten, och efter år 2000 upphörde tävlingen. Programledare för TV-sändningarna år 1998–1999 var Leif "Loket" Olsson. År 2000 var det Tina Leijonberg som var programledare.
År 1992 vann Leif Bloms melodi Dej ska jag älska all min tid, skriven och komponerad av Mona Gustafsson, vilket blev enda gången i tävlingens historia som vinnarbidraget skrevs och sjöngs av samma person.

## Slutsegrare
| Årtal | Framförare               | Melodi                         | Låtskrivare                                          |
| ----- | ------------------------ | ------------------------------ | ---------------------------------------------------- |
| 1988  | Vikingarna               | En vissnad blomma              | Erik Skoog, Mait Johansson                           |
| 1989  | Vikingarna               | Till mitt eget Blue Hawaii     | Rose-Marie Stråhle                                   |
| 1990  | Vikingarna               | Höga berg, djupa hav           | Paul Sahlin                                          |
| 1991  | Vikingarna               | För dina blåa ögons skull      | Kaj Svenling, Johnny Thunqvist                       |
| 1992  | Leif Bloms               | Dej ska jag älska all min tid  | Mona Gustafsson                                      |
| 1993  | Göran Lindbergs orkester | Tre små ord                    | Magnus Ekwall                                        |
| 1994  | Thorleifs                | Och du tände stjärnorna        | Bert Månson                                          |
| 1995  | Thorleifs                | Flyg bort, min fågel           | Rose-Marie Stråhle                                   |
| 1996  | Thorleifs                | En liten ängel                 | Jan-Erik Knudsen, Per Hermansson                     |
| 1997  | Lotta Engbergs           | Åh vad jag älskade dig just då | Bo Fransson, Kristina Morgärds                       |
| 1998  | Anders Engbergs          | När kärleken slår till         | Per Arne Thigerberg, Peter Bergqvist, Hans Backström |
| 1999  | Wizex                    | Djupa vatten                   | Lars Diedricson, Ulf Georgsson                       |
| 2000  | Barbados                 | Kom hem                        | Calle Kindbom, Thomas Thörnholm                      |

## Medverkare

### 1988
- Vikingarna - En vissnad blomma
- Paul Sahlin & Säwes - Över Djupa Vatten
- Ingmar Nordströms - Tweedle-Dee, Tweedle-Dum
- Stefan Borsch - En Gammal Fårad Hand
- Mats Rådberg - Hårda Killar Dansar Inte
- Matz Bladhs - Här Inne Är Det Sol
- Thorleifs - Som En Sommarvind
- Sten & Stanley - I Ett Litet Hus
- Mia Marianne och Per Filip - Jag Har En Dröm (Drömmen Och Hoppet)
- Lasse Stefanz - Solen, havet och lyckan

### 1989
- Stefan Borsch - Tänk om världen vore min
- Vikingarna - Till mitt eget Blue Hawaii
- Scandix med Lisbet Jagedal - Jag väntar på dig
- Sten & Stanley - Varje dag
- Wizex - En del av mig
- Lasse Stefanz - Mot nya mål
- Berth Idoffs - Minnen som jag har
- Lotta & Anders Engbergs orkester - Du är min egen Romeo
- Matz Bladhs - Mina drömmars symfoni
- Curt Haagers - Pappas hemlighet

### 1990
- Vikingarna - Höga berg, djupa hav
- Lotta & Anders Engbergs orkester - Tusen vackra bilder
- Sten & Stanley - En gyllene ring
- Curt Haagers - Varma vindar och soligt hav
- Matz Bladhs - Säg ja till kärleken
- Stefan Borsch - Ett hjärta av guld

### 1991
Programledare: Kent Finell. Sändes i TV4.
- Vikingarna - För dina blåa ögons skull
- Sten & Stanley - Tusen tack för alla dessa år
- Lotta & Anders Engbergs orkester - Mannen i mitt liv
- Sven-Ingvars - Två mörka ögon
- Curt Haagers - Natten är varm
- Lisbet Jagedal & Pools orkester - Som en stormvind
- Matz Bladhs - En sån underbar natt
- Leif Bloms - Stopp stanna upp
- Stefan Borsch orkester - Jag skall vårda ditt minne
- Lasse Stefanz - Hallå min sol
- Thorleifs - Lite av din tid, lite av din kärlek i mina drömmar
- Christina Lindbergs orkester - Sören

### 1992
Programledare: Kent Finell och Agneta Askelöf, Sändes i TV4
- Lasse Stefanz - Då för längesen
- Sten & Stanley - Mitt hjärta
- Arvingarna - Linda går
- Sven Ingvars - Gamla polare
- Schytts  - De' e' la gôtt
- Christina Lindbergs orkester - Segla mot solen
- Curt Haagers - Ge mej kärlek
- Streaplers - Tur & retur
- Shanes - Natten kommer
- Wizex - Tack för i dag
- Thorleifs - Med dej vill jag leva
- Leif Bloms - Dej ska jag älska all min tid

Lotta Engberg skulle först deltagit tillsammans med Lotta & Anders Engbergs orkester men hoppade av efter en konflikt med Hänt i veckan, och ersattes av Arvingarna.

### 1993
- Arvingarna - Ring om du vill nånting
- Thorleifs - Måne
- Grönwalls - Högt i det blå
- Matz Bladhs - Livets stora gåta
- Streaplers - En vacker dag
- Lasse Stefanz - Tre röda rosor
- Christina Lindbergs orkester - Vid din sida
- Curt Haagers - Det är kärlek
- Leif Bloms - Nu och för alltid
- Lasse Stefanz - Sommarsvärmeri
- Drifters - Nu lyfter vindarna
- Göran Lindbergs orkester - Tre små ord
- Towe Widerbergs - Ett liv i Solen

### 1994
- Thorleifs - Och du tände stjärnorna
- Drifters med Marie Arturén - Lycka till
- Matz Bladhs  - Det kan aldrig bli som förr
- Curt Haagers - Slå en signal
- Candela - Av hela mitt hjärta
- Sannex - Kärlekens spel
- Lasse Stefanz - Jag kommer hem igen
- Leif Bloms - En ring av guld
- Göran Lindbergs orkester - Mitt hjärta slog
- Kikki Danielsson & Roosarna - När du viskar mitt namn
- Grönwalls - Till sommaren
- Nick Borgens orkester - När vindarna vänder
- Christina Lindbergs orkester - Sången till livet

### 1995
- Thorleifs - Flyg bort min fågel
- Grönwalls - Du är den jag håller kär
- Lasse Stefanz - En enkel sång om kärleken
- Christina Lindberg - Dig ska jag älska
- Matz Bladhs - En liten röd bukett
- Jenny Öhlund & Candela - Vi rymmer inatt
- Barbados - På ett tåg i natten
- Kikki Danielsson & Roosarna - En försvunnen värld
- Anders Engbergs - En av oss
- Drifters med Marie Arthuren - Kärlekens låga
- Flamingokvintetten -  Du skulle bara veta
- Wizex - Blå himmel

### 1996
Programledare: Annika Jankell, sändes i TV4.
- Streaplers - Allt det som kärleken är
- Grönwalls - Regn i mitt hjärta
- Mickeys - Sommaren med dig
- Thorleifs - En liten ängel
- Lasse Stefanz - En Sommar med dig
- Anders Engbergs - Lova mig
- Drifters med Anne-Charlotte - Du ger kärleken ett namn
- Arvingarna - Stan är för stor för oss två

### 1997
Programledare: Leif "Loket" Olsson. Sändes i TV4
- Lotta Engbergs - Åh, vad jag älskade dig just då
- Kikki Danielssons orkester - Ett hus med många rum
- Grönwalls - Vägen till mitt hjärta
- Helene & Gänget - Mitt livs lyckligaste sommar
- Arvingarna - De ensammas promenad
- Curt Haagers med Git Persson - Något jag önskat
- Fernandoz - När ett hjärta har älskat
- Streaplers - Livet

### 1998
- Anders Engbergs - När kärleken slår till
- Arvingarna - Saknar dig
- Barbados - Grand Hotel
- Fernandoz - Guld och gröna skogar
- Joyride - Godmorgon världen
- Kikki Danielssons orkester - Alla dagar som kommer och går
- Lasse Stefanz - Jag kommer med kärlek
- Paula & Co - Där du är
- Thorleifs - En liten bit av himlen
- Wizex - Gör min himmel blå

### 1999
- Cleo & grabbarna - Kärleken har fångat mig
- Barbados - Rosalita
- Grönwalls - Ännu en dag
- Perikles - Du bara du
- Kellys - Upp mot stjärnorna
- Fernandoz - Midnight rendez-vous
- Wizex - Djupa vatten
- Boogart - Jag ringer igen
- Wahlströms - Blå, blå ögon
- Schytts - Ingen har älskat så

### 2000
- Barbados - Kom hem
- Drifters - Kom hem och sov i min säng
- Helene & gänget - Nånstans så finns du
- Sannex - Ingen kan bli som du
- Arvingarna - Du fick mig att öppna mina ögon
- Carina Jaarneks orkester - Minns du hur vi älskade
- Bhonus - Bara du
- Friends - Vad pojkar gör om natten
- Thor Görans - Med fötterna på jorden
- Date - Allt mina ögon ser

### Fotnoter
1. ↑  Gunilla Ginström (30 januari 2015). ”Mona G fortfarande på G” (på svenska). Yle. https://svenska.yle.fi/artikel/2015/01/30/mona-g-fortfarande-pa-g. Läst 30 maj 2017.